# Kadettenhaus Culm

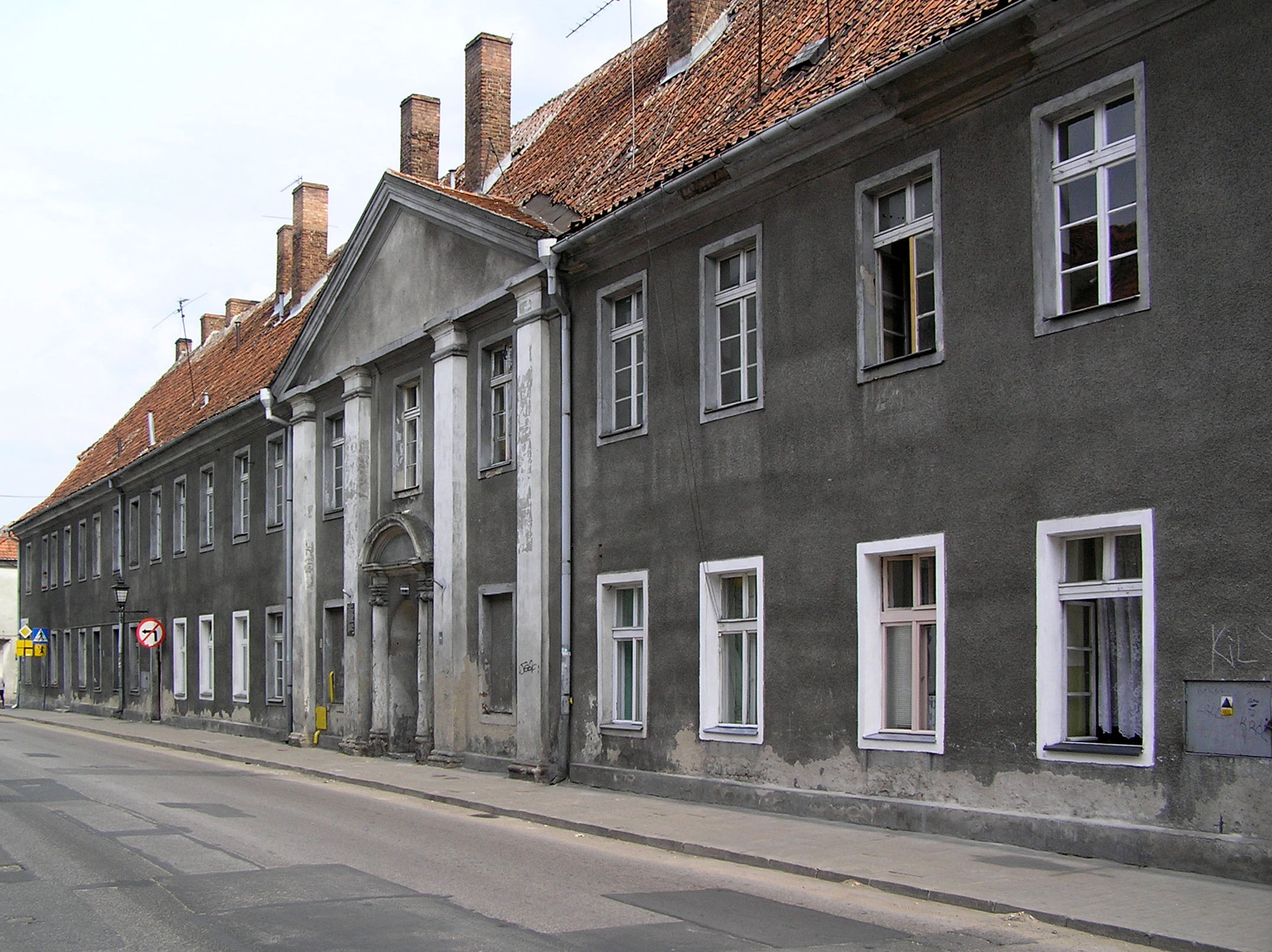
Gebäude der ehemaligen Kadettenschule

Das Kadettenhaus war eine Bildungseinrichtung in Culm (Kulm, Chełmno) in Westpreußen von 1776 bis 1890. Danach wurde es nach Köslin verlegt.

## Geschichte
Am 1. Juni 1776 wurde auf Initiative von König Friedrich II. in Culm ein Kadettenhaus eröffnet. Es war das dritte in Preußen nach denen in Berlin und Stolpe. Die Stadt war erst vier Jahre zuvor vom Königreich Polen zum Königreich Preußen gekommen. Seit 1773 gab es dort eine Garnison.
1806 blieb es auch nach der Übergabe der Stadt an das Herzogtum Warschau bestehen. Die preußischen Lehrer wurden dabei durch polnische ersetzt. Seit 1815 stand das Kadettenhaus wieder unter preußischer Kontrolle. In den nächsten Jahren wurde die Anlage erweitert. 1890 wurde die Ausbildungsstätte in das pommersche Köslin verlegt, wo sie 1920 aufgelöst wurde.
Die Gebäude sind im heutigen Chełmno in der ul. 22 Stycznia 16 erhalten und werden als Wohngebäude genutzt.

## Strukturen
Seit 1776 waren jeweils insgesamt 60 Schüler in der Kadettenschule, seit 1787 100. Die Jungen wurden in Religion, Lesen, Schreiben, Rechnen und Grundkenntnissen der Geschichte und Geographie, sowie in Französisch, Fechten und Tanzen ausgebildet. Das Aufnahmealter lag zwischen 10 und 14 Jahren. Danach gingen die Absolventen meist in die Preußische Armee und begannen dort eine Offizierslaufbahn.
Die Lehrer (Informatoren, Hofmeister) waren in der Anfangszeit Theologen nach Abschluss ihres Studiums. Sie waren zur Hälfte evangelisch und katholisch und mussten die deutsche und die polnische Sprache beherrschen. Jeder Informator betreute acht Schüler. Daneben gab es einen (später zwei) Französischlehrer und einen für Fechten und Tanzen, sowie einen Kadettengouverneur (Erzieher?). Die Leitung des Kadettenhauses hatte ein altgedienter Offizier im Range eines Majors oder Hauptmanns.
Die Schüler kamen meist aus dem Adel in Westpreußen, der überwiegend polnisch war. Die Ausbildung führte zu einer Annäherung der Absolventen an die deutsche Kultur und die Einbindung in die Strukturen der preußischen Armee.